# Яворский, Александр Леопольдович
Александр Леопольдович Яворский (18 февраля 1889, Иркутск — 7 апреля 1977, Красноярск) — учёный-ботаник, маститый сибирский краевед, библиофил, коллекционер, педагог, мемуарист, художник-любитель, поэт, преподаватель Красноярского педагогического института. Сотрудник Музея Красноярского подотдела ВСОИРГО. Первый директор государственного заповедника «Столбы».

## Биография
Александр Яворский родился в 1889 году. Как писал он в своих воспоминаниях 
Родился в г. Иркутске 18 февраля 1889 года. Отец, киевлянин, землемер, попавший по разверстке в Якутск. Мать Анна Александровна Карпинская, иркутянка, воспитательница детдома. В младенческом возрасте увезён из Иркутска в Тулун, Нижнеудинск и Енисейск, куда отец, Леопольд Николаевич, переводился по новой службе акцизного чиновника.
В возрасте 3 лет Александр потерял мать. В 1900 году Александр переехал из Енисейска в Красноярск, где уже два года жили его отец с мачехой. Окончил Красноярскую гимназию.
Летом 1904 года Александр, вместе с отцом с мачехой, впервые посетил Столбы, которые, впрочем, с первого раза «не захватили» его. В дальнейшем, интерес к Столбам Яворскому привили его красноярские друзья: Авенир Тулунин и художник Дмитрий Каратанов.
В 1905 году, под влиянием всевозможных известий и толков о расстреле 9 января демонстрации на Васильевском острове, Яворский увлёкся революционными идеями, позиционировал себя как беспартийного социалиста…
И в том же 1905 года Яворский стал «постоянным добровольным посетителем и бесплатным помощником» Музея Красноярского подотдела ВСОИРГО. В 1909 г. он участвует в экспедициях музея в Минусинский уезд и на реку Чулым. В 1911 г. Александр Яворский поступает на постоянную работу в музей и живет в мансарде Каратановского дома (отец в это время переведён на работу в Ачинск). Он участвует в строительстве музейного павильона и в подготовке экспозиции на выставке в Омском Музее ЗСОИРГО (совместно с А. Я. Тугариновым и Л. А. Чернышевым. Учился на естественном отделении физико-математического факультета Киевского университета.
Осенью 1915 г. Яворский был призван в армию. Службу проходил в запасных полках, расквартированных в Канске и Нижнеудинске. С 1918 года работал в Красноярском музее «консерватором», а затем возглавляет ботанический отдел.
Яворский вошёл в местную историю как основатель прославленного заповедника «Столбы» (с 1925 года — его руководитель). Он — известный ботаник и краевед, член Географического общества. Организатор метеонаблюдений и ботанических сборов в Центральной Сибири. В 1930-е годы Александр Леопольдович преподавал фитопатологию в Лесотехническом институте, вёл ботанику в школах. С 1934 года работал в Педагогическом институте, где позже возглавил кафедру ботаники.

В сентябре 1937 года, в ходе кампании по борьбе с Сибирским областничеством, А. Л. Яворский был арестован. В автобиографии короткая запись: «1937 год. 22 сентября. Обыск и арест. КПЗ. Тюрьма». По воспоминаниям А. В. Василовского, когда на очередном допросе следователь замахнулся для удара, Александр Леопольдович, всегда ценивший в человеке чувство собственного достоинства, схватил табуретку и сказал, что не побоится запустить ею. Он понимал, что терять ему нечего… Дочь Яворского, Алевтина Александровна Павлова, вспоминает, что его не пытали, но 
изматывали ночными допросами и никак не могли в чем-либо обвинить. Некоторое время допрашивали, затем отводили в камеру и, как только он засыпал, снова вызывали на допрос, и так по нескольку раз в ночь. Следователи в течение ночи меняли друг друга... На очередном допросе следователь, разнервничавшись, крикнул отцу: «Да неужели ты никогда не рассказывал контрреволюционных анекдотов?», на что отец ответил: «Да уж не помню, может, и рассказывал». На этом допрос прекратился, и больше отца не вызывали.
 8 декабря тройкой НКВД Красноярского края он был осужден по ст.17, 58-8 и 58-10 УК РСФСР на 10 лет с правом переписки. Теплых вещей передать не удалось. Зимой он прибыл на строительство «Вятлага». Срок отбыл полностью.
В 1949 году последовал повторный арест.
Похоронен в Красноярске, на Бадалыкском кладбище.

## Творческая деятельность
Яворский участвовал в художественных выставках в Москве, Ленинграде, Красноярске, его работы побывали в Брюсселе и Париже.
С 1968 года начал собирать экслибрисы — в коллекции насчитывалось более 4000.
Собирал материалы по истории Красноярска и Сибири. Разыскал множество безымянных могил декабристов в Красноярске, собрал биографические сведения о каждом.
В период массированного сноса «деревянного Красноярска» Яворский запечатлел на фотографиях самые интересные старые дома и описал их историю. В архивном наследии Александра Леопольдовича — хронологическая летопись Красноярска, составленная на основе личных впечатлений, документов, воспоминаний старожилов, воспоминания о А. Я. Тугаринове, В. И. Сурикове и других. В ГАКК хранятся рукописи Яворского. В их число входит книга воспоминаний о художнике Д. И. Каратанове.